# Monasa
Monasa is een geslacht van vogels uit de familie baardkoekoeken (Bucconidae).

## Soorten
Het geslacht kent de volgende soorten:
- Monasa atra – Zwarte trappist
- Monasa flavirostris – Geelsnaveltrappist
- Monasa morphoeus  – Witvoorhoofdtrappist
- Monasa nigrifrons – Zwartvoorhoofdtrappist